# Ранко Цвијић
Цвијић Ранко (Грбавци, 25. март 1946) српски је доктор техничких наука из области геологије, народни посланик, спортски радник и професор на Рударском факултету у Приједору.

## Биографија
Основну школу је започео у родном селу, а завршио у Градишци. Након завршене Гимназије у Градишци, 1965. године уписао је Рударско геолошки факултет у Београду и дипломирао 1970. године на Геолошком одсјеку. 
Године 1978. је уписао послиједипломске студије на истом факултету. Магистрирао је на тему Основни проблеми геолошко економске оцјене руда бранда и њихов положај у оквиру сировинске базе гвожђа Љубијске металогенетске области, и одбранио докторску дисертацију на тему Управљање минералним ресурсима Љубијске металогенетске области.
Од 1970. године запослен је у Рудницима гвоздене руде Љубија Приједор, гдје је радио као дје је био шеф бироа за рудничку геологију. У току рада у Рудницима гвоздене руде Љубија био је на више руководећих позиција, а од 1997 до 2004. године био генерални директор РЖР Љубија. Од 2004. до 2010. године члан Комисије за концесије Републике Српске, гдје је радио до пензионисања. 
На Универзитету у Бањој Луци ангажован био је од 1999. године као виши асистент, доцент и ванредни професор и држао је наставу на Рударском факултету у Приједору.
Ранко Цвијић је аутор или коаутор преко седамдесет научних и стручнх радова, 18 научних студија и пројеката и 32 привредна пројекта, један је од аутора монографије Системско инжењерство у индустрији минерала и “Монографије општине Градишка», аутор је монографије Минерални ресурси гвожђа, пелитоидне руде Љубијске металогенетске области и перспективе развоја, “Геоменаџмент у функцији коришћења и развоја минералних ресурса Љубијске металогенетске области” и книге Систем менаџмента квалитетом. Један је од едитора монографија "Рачунарски интегрисане технологије у индустрији минерала" и "Нови прилози за геологију и металогенију Рудника гвожђа Љубија". Организовао је више научних и стручних скупова. Као експерт је учествовао у раду многобројних стручних тимова за анализу и оцјену техничке и пројектне документације. Најзначајније резултате у струци и у науци је постигао у изучавањима лежишта гвожђа Љубијске металогенетске области и система менаџмента минерално-сировинским ресурсима. Последњих година његов предмет научно – стручног изучавања су концесије и концесионарство и примјена у привредном амбијенту Републике Српске и у овој области је публиковао више научно и стручних радова, чланака или саопштења.
Био је члан Петог сазива Народне скупштине Републике Српске. Тренутно живи у Бањој Луци.

## Радови
Др Ранко Цвијић је аутор или коаутор 72 научна рада, 18 научних студија и пројеката. Један је од аутора монографије "Системско инжењерству индустрији минерала" и "монографије општине Градишка". Поред тога је као аутор објавио двије монографије.
- Минерални ресурси жељеза, пелитоидне руде Љубијске металогенетске области и перспективе развоја, Београд, 2001.
- Геоменаџмент Љубијске металогенетске области, Приједор,2004.